# Бауманец (космический аппарат)
Бауманец — космический аппарат, создаваемый в «НПО машиностроения» по проекту МГТУ им. Баумана. Аппарат создаётся на основе платформы новой разработки по заказу Роскосмоса. «Бауманец» предназначен для проведения экспериментов в области дистанционного зондирования Земли (ДЗЗ), передачи данных и управления и для образовательных целей. Спутник создавался к 175-летию основания Бауманского университета. Попытка запуска спутника с помощью РН «Днепр» была предпринята 26 июля 2006, однако из-за отказа РН спутник был потерян. Предполагалось, что космический аппарат будет выведен на солнечно-синхронную орбиту высотой около 600 км. Он должен был стать 25-м российским (советским) научно-образовательными спутником, запущенным с октября 1978 года.

## Конструкция

### Бауманец
Аппарат представляет собой куб, размеры рёбер которого порядка 700 мм, вес 87 кг. Студенческий спутник должен был быть задействован в ряде научно-исследовательских экспериментов: исследование затухания волн миллиметрового диапазона в атмосфере, изучение дополнительных каналов передачи информации, в частности — использование канала «Глобалстар» для передачи телеметрии. Также было запланировано проведение съёмки земной поверхности оптико-электронной аппаратурой. Разработка спутников велась на базе ФГУП «НПО Машиностроения». Предполагалось, что результаты будут открыты для всех образовательных учреждений, интересующихся исследованиями космического пространства и Земли из космоса. Снимки с борта космического аппарата планировалось разместить в Интернете. Для приёма данных с орбиты в университете был создан свой пункт управления. Студенты должны были приобрести практические навыки обработки снимков дистанционного зондирования, изучить поведение космического аппарата в различных условиях, отрабатывая алгоритмы управления.
Планировалось, что «Бауманец» проработает в активном режиме как минимум 2 года.
Первоначально кластерный запуск (совместно с аппаратами БелКА, УниСат-4 и др.) с помощью ракеты-носителя «Днепр» было запланировано произвести 28 июня, однако 13 июня было объявлено, что в связи с неисправностью в бортовом цифровом вычислительном комплексе ракеты-носителя принято решение о её замене. Операция по замене РН в шахтной пусковой установке заняла шесть дней, после чего вновь проведен полный цикл проверок. Новой датой запуска было названо 26 июля. К этой дате на Байконур прибыл Президент Белоруссии — Александр Лукашенко. Запуск произошел в 23:43 МСК, однако на 73-й секунде полета произошло аварийное отключение двигателей ракеты. Фрагменты ракеты со спутниками упали в пустынной местности Казахстана, при этом никто не пострадал. Для выяснения причин аварии была сформирована аварийная комиссия.

### Бауманец-2
Вскоре после неудачного запуска, начались работы по спутнику «Бауманец-2», в части полезной нагрузки полностью повторявшего «Бауманец», однако сделанного уже на спутниковой платформе разработки ЗАО «КБ Полёт» г. Омск. В 2009 году к участию в проекте были приглашены студенты университета «Монпелье-2», г. Монпелье, Франция. Проект КА «Бауманец-2» приобрел статус международного. Российско-французский эксперимент «Friends» посвящён исследованию деградации электронной элементной базы под воздействием факторов космического полета. В 2012 г. проект КА «Бауманец-2» снова был передан в ОАО ВПК «НПО машиностроения». Предположительное время выведения спутника на орбиту — вторая декада 2013 г.
Запуск спутника «Бауманец-2» состоялся 28 ноября 2017 г. и тоже оказался неудачным, аппарат утрачен.